# Jason Cook
Jason Cook (Camden, 13 settembre 1980) è un attore, produttore cinematografico, regista e sceneggiatore statunitense.
È famoso per aver interpretato Shawn-Douglas Brady in Il tempo della nostra vita e di Matt Hunter in General Hospital.

## Biografia
Cook nasce il 13 settembre 1980 a Camden (New Jersey) da Bill e JoAnn Cook. Ha due sorelle Michelle e Janean e un fratello Michael. Cook si laurea nel 1998.

### Carriera
Nel 1999 appare in due episodi nella serie tv Amanda Show. Nel 1999 entra nel cast principale della soap opera Il tempo della nostra vita nel ruolo di Shawn-Douglas Brady che lascia nel 2006. Nel 2015 torna nel ruolo con lo stesso ruolo per il 50º anniversario della soap opera. Nel 2008 Cook entra nel cast principale della soap opera General Hospital interpretando il ruolo di Matt Hunter che lascia nel 2012.

## Filmografia

### Televisione
- Project Time - serie TV, 15 episodi (1998)
- Amanda Show - serie TV, 2 episodi (1999)
- Il tempo della nostra vita - soap opera, 958 episodi (1999-2006, 2015)
- General Hospital - soap opera (2008-2012)